# 整體心理學 (斯瑞·奧羅賓多)
整體心理學一詞源出於斯瑞·奧羅賓多（以下簡稱奧氏）的靈性教導，意指瞭解存在體的各種層界及部分，對操練整體瑜伽至關重要。

## 整體心理學歷史
奧氏未曾用過「整體心理學」這個名詞，該術語最初係由40年代奧氏及母親（以下簡稱雙聖）的門徒Indra Sen所用，他也基於奧氏教誨創建了整體心理學領域，儘管他的同名書直到1986年才出現。
其後，整體心理學的含義雖持續發展，但未及細節，70年代奧氏另一名學生Haridas Chaudhuri提出獨特、關聯、超然此三元法則的假定，對應到人類存在面向的人格、人際及超個人領域。
根據加州整體研究學院Brant Cortright所述，整體心理學源出於奧氏教誨的綜整，特別是他在深度心理學的發現。他認為整體心理學綜整了兩大深度心理學的主流－「人本-存在」及「當代心理分析」-將之彙整入東西架構內。

## 存在體的面向
奧氏構思出在大宇宙架構下的人類心理學，包含了兩大特徵或次元類型。「垂直式」中，肉體和精神官沿著潛知覺揚升到更高的超個人界域。與此同時，奧氏也析出了外在生命體、內在生命體等的「同心圓式」的次元。「垂直式」和「同心圓式」係為了方便理解的目的而為，不應全盤接受其字面意思。

### 身體和精神官能（「垂直式」階層）

#### 潛知覺（Subconscient）
在奧氏的心理學中，潛知覺是我們內在意識的一部分。我們無法覺知到它的運作。潛知覺受到組成我們身體的物質影響。潛知覺也是思想和情緒的基石。

#### 肉體
肉體官能也是存在體的一部分，不只意謂著物質體，也意謂著意識。身體正如存在體的精力體和心智體部分一樣有意識，但身體以不同的方式來意識。至於存在體其他的官能或構成法則，在奧氏心理學中，肉體能析分為更細微的子級，諸如心智肉體、精力肉體等。西方思想裡找不到無意識的身體和有意識的心智二者間的區別。
在奧氏的鷓鴣氏奧義書讀後感中，肉體存在（肉體神我[Physical Purusha]）稱為anna-maya-atma－由食物構成的小我。
- 內肉體－內在生命體的物質組成，較外肉身更寬廣、流動。也被稱為細微肉體。
- 真肉體存在－即物質層面的神我，一如內肉體較表層身體意識來得大，真肉體存在也與更大的靈性意識相觸。
- 心智肉體（類似物質心智體－參見「心智體」）
- 精力肉體或神經存在（似乎等同於西方秘教的乙太體（英语：Etheric body），因此和細微身之一有關。
- 純肉體或純身體意識，象徵外在肉身自身的意識。

正如構成人的其他法則，肉體不只向上滲入更高的本體層級，也向下滲入潛知覺，即潛意識或較低的無意識，儘管奧氏斷言潛知覺一詞涵蓋的範圍比（佛洛伊德）心理學的無意識大得多。
而正如存在體的所有官能，肉體的所有面向都必須透過整體瑜伽的操練來轉化和靈化。

#### 細微肉體
細微肉體是奧氏用來描述肉體本質之細微面向的詞彙，在粗鈍肉體本質中無法找到細微肉體的諸多質素。母親常在《母親的話》提到細微肉體。細微肉體可與乙太體及其層界相比，甚或與星光體及其層界相比。「細微肉體」一詞有別於粗鈍身(sthula)或外在的物質肉體。
粗鈍肉體是屬世的肉身，可被外在感官所察覺、經驗。但在其內還有細微肉體，具有更細微的意識，能離開身體一段距離，並以超乎心智或精力體運作的方式感覺、知曉事物。

...細微肉體具有自由、流動、強烈、能量、顏色、寬廣及多變的面貌（另有上千種特徵，族繁不及備載），但身而為人限制了我們經驗這些面貌的能力。
 — 斯瑞·奧羅賓多， 瑜伽書札集， 第1部分v節

#### 精力體（Vital）
精力或生命官能也是存在體的一部分，不僅意指生命力，也指涉各種透過欲望及熱忱強烈左右人類動機及行動的激情、欲望、感覺、情緒、情感、衝動、好惡。
不同於西方心理學將心智、情緒、直覺及意識全部混為一談，奧氏將「精力」及「心理」官能強分開來。
除了個別的精力官能，奧氏還提到精力層界或精力界，有部分似乎等同於時興的神祕學及新時代思想中的星光層界。

#### 心智體
心智官能同樣是存在體的一部分，係為概念及認知上的心智。不似西方心理學將心智及意識一視同仁，奧氏強行劃分「心智」及「精力」（情緒）官能，並劃分心智及純意識。奧氏將他對心智的概念一部分歸因於鷓鴣氏奧義書的讀後感，其中，心智存在（或心智神我）稱mano-maya-atma－心智的小我模式(manas)。
對奧氏而言，心智體或心智存在並不簡單，也未統一，心智體由各種階層、子區域所組成，全體來說促成了更縝密的心理學整體理論。這種種官能的隱晦描述或輕描淡寫散見於奧氏的叢書中，包括《莎維翠》，本書以詩句提供了各種心智體的參考資料（Jyoti & Prem Sobel，1984年，頁152–62）。而在他回答門徒問題的信函中，奧氏總結了心智體各種階層的特徵（參見《瑜伽書札集》第I冊頁324–5）。
各種心智體及心智存在的法則包括：
- 更高的心智體－第一也是最低階的靈性心智體，位處常態心智階層之上。

- 靈性心智體－既是靈化的心智，也是常態心智階層（「純心智體」）以上的心智階層之總稱。

- 內在心智體－內在生命體的心智成份，位居表層心智體或常態意識之下，僅能為研修士直接經驗到。

- 真心智存在－心智階層的神我，不受較低自性的錯誤和無知所囿，對上方的知識和引導敞開。

- 心靈心智體－心靈體主導的心智體行動；心智體內轉向神。

- 純心智體－由思想心智體、動態心智體及外化心智體所構。組成了一個人的思想、觀念、想法及價值的總合，引導著有意識的思想、概念化及決策過程，可藉由整體瑜伽的操練來轉化、拓展及靈化。

```
* 
思想心智體
－純心智體的最高面向，與想法及知識有關。位處
眉心輪
（
英语
：
）
。
* 
動態心智體
－常態心智體的一個面向，釋出心智力將想法、理性落實為真。亦位處
眉心輪
（
英语
：
）
。
* 
外化心智體
－純心智體的最外部，與日常談話或任何表達形式中的想法陳述有關。位處
喉輪
。
```

- 精力心智體－精力情緒、欲望與純心智體這些部分的中介。受限於精力體對事物的觀點及感覺，表達出心智形式的精力體的欲望、感覺、抱負及其他活躍傾向，諸如宏偉、快樂的白日夢及想像等。如同外化心智體，奧氏將其與喉嚨相連。

- 物質心智體－意指外化心智體或肉體中的心智體；受限於物質或唯物主義觀點，無法超出其外，除非被上方光啟。

- 肉體中的心智體或心智肉體－將外在生活及事物的經驗心智化，時而巧妙非常，但僅止於此，不像外化心智體能從理性及較高的智力觀點來處理這些事情。

- 機械心智體－為心智肉體遠較低階的行動，在與外在生活及事物相觸時，本身僅能重複肉體意識的相同想法及記錄其反射行動。

- 光啟心智體－據母親所言，此為物質心智體在接受超心智之光後變得能夠直接在肉體中運作（母親，1980年，頁63–64）

Jyoti & Prem Sobel的一本暢銷小書－《心智的階層》就心智體此一主題網羅了奧氏的參考資料及引言，並根據心智體的類型以系統化方式編排，涵蓋範圍最貼近奧氏本體論的著述。

#### 心智的更高階層
包括更高的心智、光啟心智及直覺心智體。

#### 上心智（Overmind）
上心智已進到神的領域。上心智是一個人在未超越心智系統的限制下所能達到的最高意識層界。上心智以外是超心智或統合意識的層界。
關於上心智的詳細描述可見奧氏的哲學鉅著《神聖人生論》第I冊28章。

#### 超心智（Supermind）
主條目：超心智
超心智意指無盡的一元真理意識或真理-念頭，超越較低的物質層界、生命及心智。超心智是存在-意識-法喜（Sachchidananda）的動態型式，也是超性的Sachchidananda和顯相世界間的必要中介或連結。《神聖人生論》第I冊14-16章。

### 存在體的類型（「同心圓式」階層）

#### 外在生命體（Outer Being）
外在生命體意指表淺、有限的表象存在，特徵是我們的日常意識及經驗。包括肉體、精力及心理面向，亦是欲望之魂所在。
整體瑜伽中，超越表象意識進到更大的內在生命以瞭悟靈性是必要的。外在生命體、內在生命體、至內生命體（心靈體及中央體）均源於「同心圓式（concentric）」序列或階層，此乃相對於肉體、精力體及心智體從屬的「垂直式」階層。

#### 內在生命體（Inner Being）
內在生命體是一個人更寬廣、流動的下意識官能，位處較窄的表象意識之下。
正如許多的密教、榮格及超個人心理學家，奧氏也提到人類本質中可透過靈修及更高的意識狀態觸及的更大、更深的潛能。此內在生命體包括了肉體、精力及心智存在的內在界域或面向，其意識較日常經驗狹小的心智、精力及肉體本質更廣大、細微、自由；瞭悟內在生命體對任何更高的靈性瞭悟至關重要。內在生命體也是表象或外在生命體及「心靈存在」（為此理由又稱為「至內生命體」）的過渡階段。外在、內在及至內生命體形成了「同心圓式」順序或位階，此乃相對於肉體、精力體及心智體的「垂直式」位階。
人類存在中永遠都有兩種不同意識，一是對外的日常生活意識，一是對內封存不被個人知曉的意識。當一個人開始實修後，內在意識開始打開，一個人能夠走入內在並體驗到各種經驗。隨著實修的進展，一個人越來越處在內在生命中，而外在生命體也變得越來越表淺。起先，內在意識似乎像是夢，而外在意識有如清醒的實相。隨後，內在意識變成實相而外在意識卻被感知為紛呈的夢或幻象，或僅是某些表淺、外在的東西。內在意識開始成為深沉平安、光、喜樂、愛的居所，開始靠近聖神或神聖臨在、母親。一個人隨後能知覺到這兩種意識，內在及必須被內在意識同化的外在意識，即是說，外在意識也必須變成全然的平安、光，必須與聖神合一。現階段，你們正在兩者之間移動，你們的所有感覺都極為正常。對此，你們必須放下焦慮，等待內在意識的完全開展。
 — 斯瑞·奧羅賓多， 瑜伽書札記， 307

#### 心靈體（Psychic Being）
心靈體是奧氏用來指涉個別進化中靈魂的用語，神聖精神的法則就在每個人裡面。
心靈體是「至內生命體」（Craig Hamilton引述Amal Kiran《靈魂的神奇力量－會見Amal Kiran，本地治里》），心靈體是我們內裡那個恆久不變的存在，矗立在肉體、精力及心智法則背後支持我們。自然裡，心靈體從無知中汲取經驗的精華來型塑成長的核心；它「創造並使用心智、生命及身體為其工具，刻意被這些工具的條件包裹，但心靈體卻遠比它的組成成分都來得大。」（《神聖人生論》，頁891）
本文中，「心靈體」或心靈存在一詞源於Max Théon的神祕學卡巴拉教導，由母親傳授。奧氏審慎區分瑜伽中所定義的心靈體及一般意義的「心靈」，後者更指欲望之魂，或者心理學現象、超常現象，與內在心靈、精力或細微肉體的下意識本質有關，與真正的靈魂無關（《神聖人生論》，頁227註記）。
心靈體開始它的進化時完全是隱晦、藏匿的，但隨著此生的連續成長，心靈體逐漸施展出更大的影響力、組成存在體的要素，甚至擔負起靈性指引的角色。（《神聖人生論》，頁891-4）。
整體瑜伽的目標是向內移動以發現心靈體，後便能帶動外在本質的轉化。藉由心靈體來轉化外在生命體或小我的過程又稱「心靈化」；為瞭悟超心智意識的三個必要階段之一。此心靈轉化也是透過連結一個人的內在精神或神聖質素力量來啟動永不休止的進展之決定性動作。
奧氏斷言心靈化及靈化是吸引超心智降臨的同等必要、互補之先備條件。
...我們裡面的心靈實存恆久不變、不移：它包含了顯化我們的所有必要之可能性，但非由這些可能性所構；它不受限於其所顯化之物，也不包含在不完全的顯化形式之中，它不被表象生命體的瑕疵、不潔及惡化所玷汙。它是有無相生中最純淨的神聖火花，進入我們經驗中的沒有什麼能夠汙染它的純淨或撲滅這朵火花。
 — 斯瑞·奧羅賓多， 神聖人生論， 891
對實修者而言每件事都是（或可以是）危險的，除了改變心靈。
 — 斯瑞·奧羅賓多， 瑜伽書札記， 第3冊

#### 中央體（Central being）
中央體是奧氏用來指涉超性及永生靈魂的技術用語，相對於化身及進化中的靈魂，奧氏謂之為心靈體，惟心靈體一詞有時也用來表示永生及化身靈魂，兩者俱屬存在體的靈性精華核心。《瑜伽書札集》第一冊「存在體的層界和部分」可找到這些定義（三版265頁）。
中央體統管「一世又一世的不同出生，但中央體未曾被生出過」（269頁）。此超性中央體或中央精神也稱為Jiva或Jivatman，雖然在奧氏哲學中這些詞彙的意義與傳統吠檀多（特別是不二論）大部分的定義大不同。

## 註記
1. 1 2 3  原題Letters on Yoga
2. 1 2  原題Letters on Yoga （页面存档备份，存于）
3. ↑  原題The Hierarchy of Minds
4. 1 2  原題The Life Divine （页面存档备份，存于）
5. ↑  原題The Miraculous Power of the Soul - A meeting with Amal Kiran, Pondicherry

## 外部連結
- 斯瑞·奧羅賓多的心理學 （页面存档备份，存于）－根據奧氏教誨的各種心理官能描述
- 明日大學 （页面存档备份，存于）－斯瑞·奧羅賓多整體心理學及其他相關主題的免費線上大學課程
- 整體心理學第二國際會議 （页面存档备份，存于）－總結多頁；奧氏觀點
- 整體心理學第二國際會議報告
- 斯瑞·奧羅賓多意識研究中心 （页面存档备份，存于）
- 人類進化課程－成長線上。